# Paloma Winneth
Paloma Isabel Alejandra Ercilia Winneth Varelamontes Contreras, född 18 maj 1985 i Stockholm, är en svensk skådespelare.

## Biografi
Winneth är utbildad vid Kubas konstnärliga universitet Universidad de las Artes ISA, och avlade 2011 filosofie kandidatexamen i Teaterkonst med inriktning skådespeleri. Winneth debuterade på teater i Italien med föreställningen Il funerale di Pablo Neruda. Winneth har bland annat arbetat på Unga Klara, Västmanlands Teater, Dramaten och Riksteatern.
Hon har även medverkat i filmer och TV-serier som Micke & Veronica, Bonusfamiljen och Dejta.

## Filmografi i urval
- 2014 – Micke & Veronica
- 2016 – Martin Beck (filmatiseringar) (TV-serie)
- 2016 – Springfloden (TV-serie)
- 2017 – Mi amor!
- 2017 – Bonusfamiljen (TV-serie)
- 2018 – ¡Habla ya! (TV-serie)[3]
- 2019 – Mette
- 2020 – Dejta (TV-serie)

## Teater

### Roller[4](ej komplett)
| År   | Roll               | Produktion                                             | Regi             | Teater                                    |
| ---- | ------------------ | ------------------------------------------------------ | ---------------- | ----------------------------------------- |
| 2014 |                    | Teater smuts startar punkband                          | Kristina Wejstål | Bibu - scenkonstbiennal för barn och unga |
| 2015 |                    | De jag egentligen är                                   | Gustav Deinoff   | Unga Klara                                |
| 2016 | Katitzi            | Katitzi                                                | Victoria Kahn    | Teater Västernorrland                     |
| 2018 | Alina              | Ut med tiden                                           | Cilla Thorell    | 4:e teatern                               |
| 2019 | Selena Quintanilla | Selena – Om 25 minuter kommer jag att dö (radioteater) | Maciej Kalymon   | Sveriges Radio Drama                      |
| 2019 | Lollo/Läraren      | Lauras läppar                                          | Malin Axelsson   | Dramaten                                  |
| 2020 |                    | Svansjön                                               | Ellen Lamm       | Västmanlands teater                       |
| 2021 |                    | Innan jorden blev rund                                 | Ellen Lamm       | Riksteatern                               |